# Dorfkirche Trebbichau

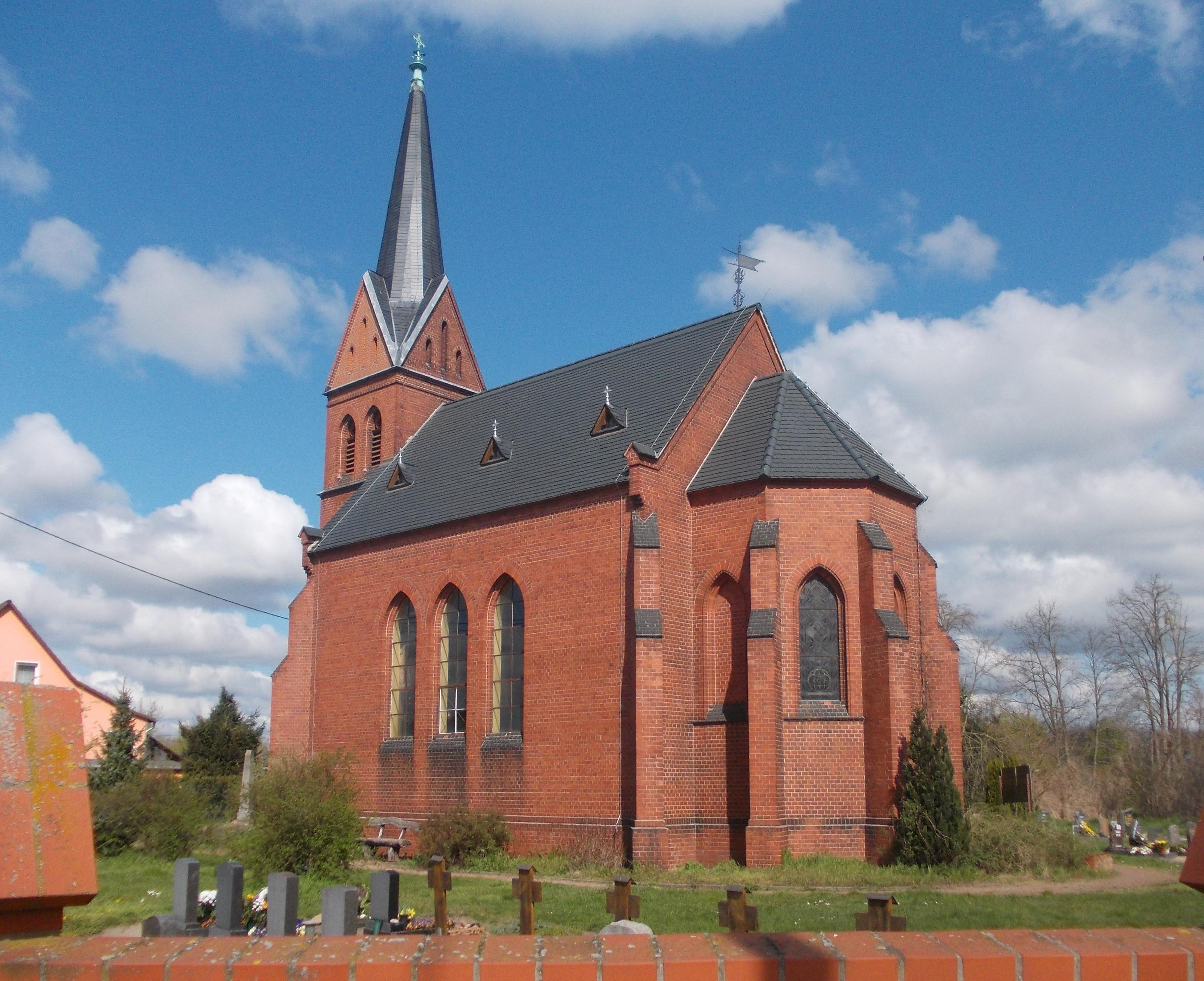
Ansicht von Südosten

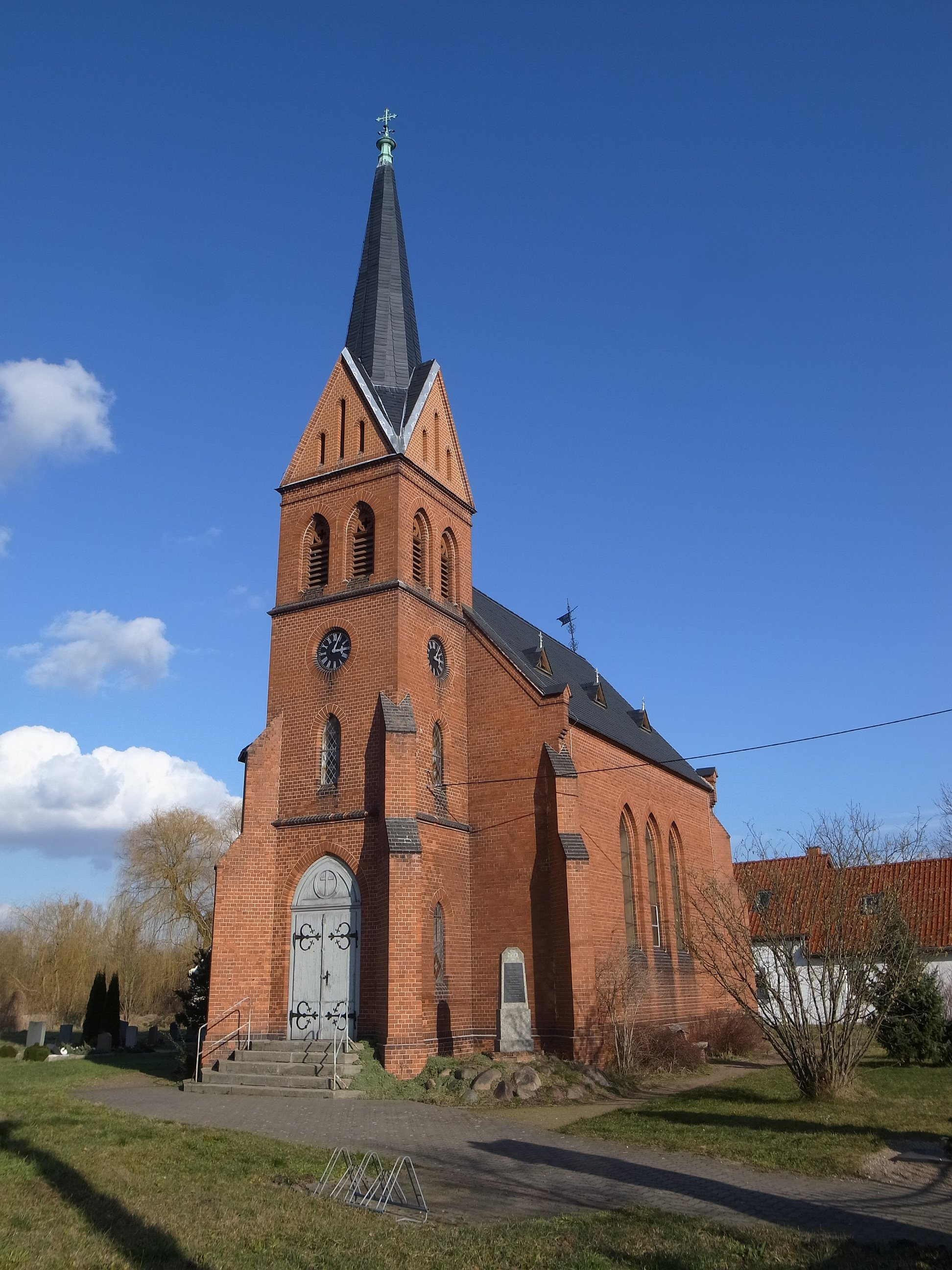
Ansicht von Südwesten

Die Dorfkirche Trebbichau ist die evangelische Kirche von Trebbichau in der Einheitsgemeinde Osternienburger Land im Landkreis Anhalt-Bitterfeld in Sachsen-Anhalt. Der Sakralbau steht unter Denkmalschutz und ist im Denkmalverzeichnis mit der Erfassungsnummer 094 09392 als Baudenkmal eingetragen. Die Kirche gehört zum Pfarramt Osternienburg im Kirchenkreis Köthen der Evangelischen Landeskirche Anhalts.

## Lage
Die Kirche steht an der Nordseite der Trebbichauer Lindenstraße. Südwestlich gegenüber befinden sich das Völkerschlachtdenkmal und die Freiwillige Feuerwehr, nördlich der Friedhof. An der Kirche selbst steht zudem das Kriegerdenkmal für den Ersten Weltkrieg.

## Geschichte und Architektur
In den Jahren 1890 und 1891 entstand eine neugotische Backsteinkirche mit Westturm, Saalbau und polygonalem Chor. Die Einweihung fand am 30. Oktober 1892 statt. Die Vorgängerkirche soll im Jahr 1667 von Friedrich von Wuthenau erbaut worden sein. Da die Kirchenbücher älter sind als dieser Bau und bereits im Jahr 1654 beginnen, muss auch diese Barockkirche noch einen Vorgänger gehabt haben. 
Die Pfarrverhältnisse änderten sich mehrfach, und so war die Kirche von Trebbichau zeitweise nach Osternienburg, später auch nach Pißdorf eingemeindet. Ein weiterer Vorgänger wird von Heinrich Lindner genannt. Laut diesem wurde die alte Kirche 1794 abgebrochen und neu erbaut, der Turm folgte im Jahr 1817. Da Lindner den Vorgänger als altertümlich beschreibt, dürfte Wuthenaus Neubau nur Teile der Kirche betroffen haben, so dass die heutige Kirche die dritte an dieser Stelle wäre.

## Inneres und Ausstattung
Im Turm hängt eine Glocke der Gebrüder Ulrich aus Laucha, die im Jahr 1891 gegossen wurde. Auch sonst stammt die Ausstattung (Rühlmann-Orgel von 1892, Altar, Taufstein, Holzkanzel, Gestühl, Kassettendecke) aus der Erbauungszeit.